# Кузьмін Федір Іванович
Фе́дір Іва́нович Кузьмі́н (23 травня (4 червня) 1896 , Ляхово, Старицький повітd, Тверська губернія, Російська імперія  — невідомо ) — український радянський державний діяч. Депутат Верховної Ради УРСР 1-го скликання (1938–1947).

## Біографія
Народився 23 травня (4 червня) 1896 року в родині селянина-бідняка в селі Ляхово, тепер Старицький район, Тверська область, Росія. З 1906 року жив з родиною у Вологді, де батько працював слюсарем у паровозному депо.
1916 року після закінчення Вологодського технічного залізничного училища був призваний до царської армії. Після демобілізації 1918 року повернувся до Вологди, де працював до 1937 року на посадах слюсаря, майстра паровозного депо; заступника начальника, начальника цеху паровозоремонтного заводу; директора машинобудівного заводу «Північний комунар»; начальника залізничної станції, начальника паровозного депо, начальника відділення залізниці.
Член ВКП(б) з 1924 року.
У 1932–1935 роках навчався на факультеті особливого призначення для вищого командного складу при Московському інституті інженерів залізничного транспорту, отримав спеціальність механіка паровозів.
З 1937 року — начальник Полтавського паровозоремонтного заводу. 
26 червня 1938 року обраний депутатом Верховної Ради УРСР 1-го скликання по Полтавській міській виборчій окрузі № 184 Полтавської області.
З 1939 року — начальник центрального тресту паровозоремонтних заводів Народного комісаріату шляхів сполучення (НКШС) СРСР, з 1940 року — начальник Дніпропетровського паровозоремонтного заводу.
У серпні 1941 року разом з заводом був евакуйований у Ташкент. У 1942–1943 роках — начальник управління Ташкентського трамвая.
У вересні — жовтні 1943 року — інструктор Дніпропетровського обласного комітету КП(б)У, керував відновленням Дніпропетровського залізничного вузла та заводів НКШС у Нижньодніпровську.
Делегат XIV з'їзду КП(б)У (1938) та XVIII конференції ВКП(б) (1941).
Станом на березень 1945 року — начальник Дніпропетровського паровозоремонтного заводу.

## Нагороди
- орден «Знак Пошани»
- знак «Почесний залізничник»